# Estelle Cascarino

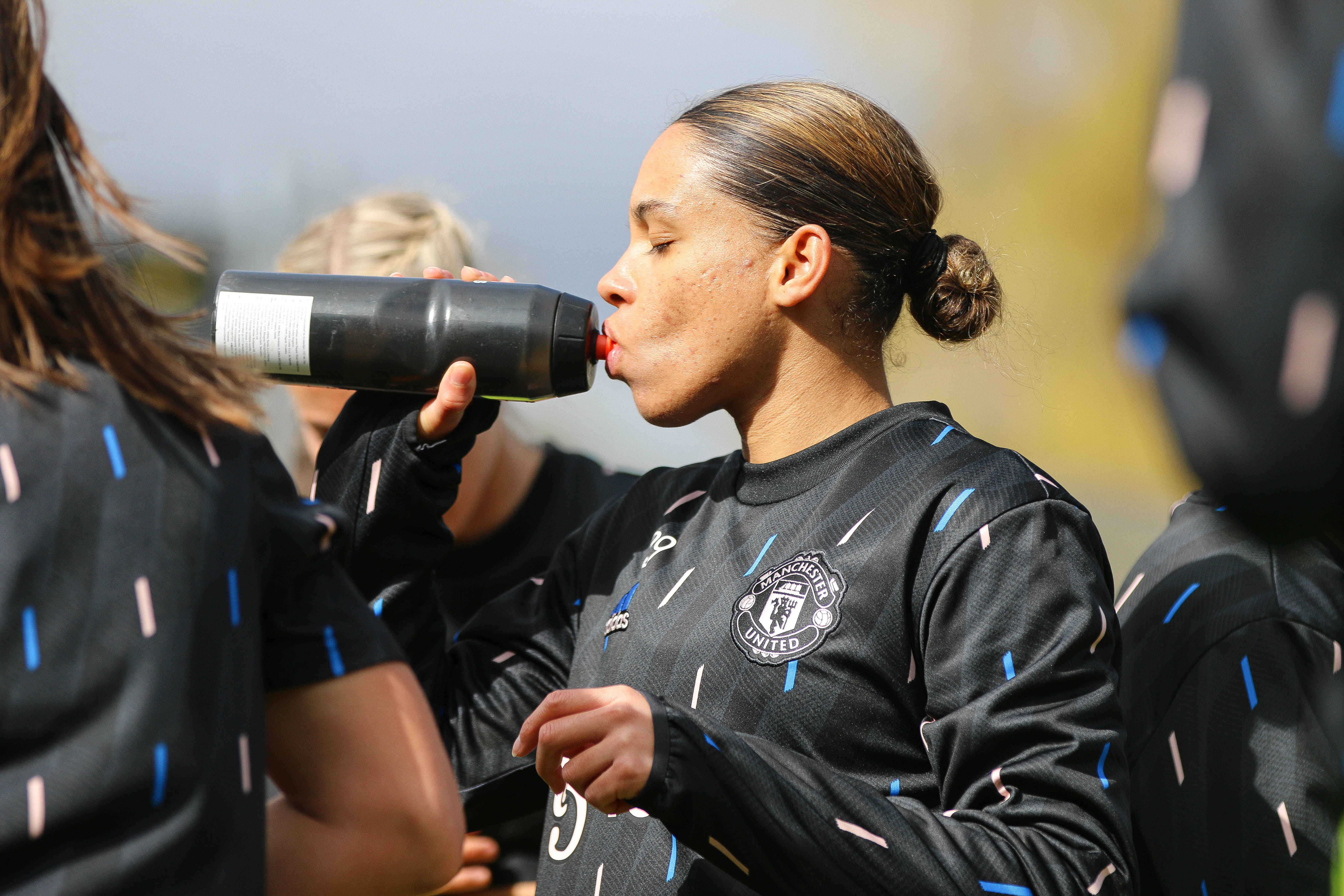
Estelle Cascarino, 2023

Estelle Cascarino (* 5. Februar 1997 in Saint-Priest) ist eine französische Fußballspielerin. Sie steht seit 2023 bei Juventus Turin unter Vertrag.

## Vereinskarriere
Estelle Cascarino stammt aus einer Familie, die von den Antillen nach Frankreich eingewandert ist. Als Neunjährige begann sie gemeinsam mit ihrer Zwillingsschwester Delphine bei der AS Saint-Priest und anschließend der AS Manissieux Saint-Priest mit dem Vereinsfußball – als Angreiferin, ehe sie in der C-Jugend die Position wechselte, weil es in der Abwehr einen personellen Engpass gab. Bereits 2009 wechselte sie zum „großen Nachbarn“ Olympique Lyon, wo sie die verschiedenen Jahrgangsteams durchlief und bald auch in den französischen Jugendnationalteams zum Einsatz kam.
Im Mai 2015 kam die zweikampfstarke Defensivspielerin, deren starker Fuß ihr linker ist und die im Verein in der Innenverteidigung oder auf der linken Außenbahn aufgestellt wird, bei einem 14:0-Kantersieg über den Arras FCF zu ihrem ersten Pflichtspieleinsatz in Lyons Erstligafrauschaft, als Trainer Gérard Prêcheur sie in der Startelf berücksichtigte und über 90 Minuten durchspielen ließ. Kurz darauf erhielt sie bei OL ihren ersten Profivertrag mit einer Laufzeit von nur einem Jahr, wurde aber nur in einem weiteren Punktspiel eingesetzt. Während ihre Schwester weiter bei Lyon blieb, suchte Estelle Cascarino im Sommer 2016 eine neue Herausforderung und wechselte zum Juvisy FCF, der sich ein Jahr später dem Paris FC angeschlossen hat. Dort wurde sie sehr zügig zur Stammspielerin. Zum ersten direkten Aufeinandertreffen der Zwillingsschwestern kam es erst im September 2017, wobei Estelle in der Startelf des PFC stand, während Delphine nur während der letzten halben Stunde für Lyon stürmte.
Im Sommer 2019 unterschrieb sie gemeinsam mit ihren Vereinskameradinnen Charlotte Bilbault und Inès Jaurena einen Vertrag bei den Girondins Bordeaux. Nach zwei Jahren kehrte sie in die Hauptstadt zurück; in ihrer ersten Saison beim amtierenden Meister Paris Saint-Germain FC war sie allerdings keine Stammspielerin mehr.

### Stationen
- AS Saint-Priest (2006/07)
- AS Manissieux Saint-Priest (2007–2009)
- Olympique Lyon (2009–2016)
- Juvisy FCF (2016/17)
- Paris FC (2017–2019)
- Girondins Bordeaux (2019–2021)
- Paris Saint-Germain FC (2021–2023)
- Manchester United (2023, ausgeliehen)
- Juventus Turin (seit 2023)

## In der Nationalmannschaft
Estelle Cascarino hat ab Juli 2012 die Jugend- und Juniorinnen-Auswahlen des französischen Verbands durchlaufen und sich darin jeweils frühzeitig als Stammspielerin etabliert. Ihr erstes von insgesamt 18 Spielen in der U-16/U-17 fand beim Nordic Cup gegen die finnischen Altersgenossinnen statt. Als die Französinnen 2012 den B-Jugend-Weltmeistertitel gewannen, zählte sie allerdings, anders als ihre Schwester, nicht zum Aufgebot.
Für die A-Jugend-Auswahl (U-19) stand Cascarino ab Juni 2015 in 15 Begegnungen auf dem Spielfeld. Sowohl 2015 als auch 2016 war sie bei der jeweiligen Europameisterschaft im französischen Team gesetzt und trug maßgeblich dazu bei, dass die Französinnen sich durch das Erreichen des Halbfinales für die U-20-Weltmeisterschaft 2016 in Papua-Neuguinea qualifizierten. Ein Jahr später bestritt sie bei der EM in der Slowakei vier der fünf Spiele und gewann mit ihren Mitspielerinnen den europäischen Titel.
Mit der U-20-Auswahl hat Estelle Cascarino bisher in acht Partien, davon sechs beim FIFA-WM-Turnier 2016, mitgewirkt, wo Frankreich erst im Finale unterlag. Im Erwachsenenbereich brachte sie es außerdem 2017 auf zwei Spiele mit der B-Nationalfrauschaft.
Zu ihrem Debüt in der französischen A-Nationalelf kam sie im Oktober 2017, als Trainerin Corinne Diacre die Abwehrspielerin bei einem Freundschaftsspiel gegen Ghana über die volle Spielzeit einsetzte. Auch für den prestigeträchtigen SheBelieves Cup 2018 in den USA hatte Diacre Estelle Cascarino in das französische Aufgebot berufen, aber nicht eingesetzt. Nach einer längeren Phase der Nichtberücksichtigung gehörte die Defensivakteurin erst im Frühjahr 2020 wieder zu dem für das Tournoi de France berufenen Spielerinnenkreis. Zu den nächsten ihrer bisher fünf Länderspiele – erneut über die volle Spielzeit – kam sie aber erst ein halbes Jahr später. Dort erzielte sie auch ihren ersten Treffer im Nationaldress. (Stand: 1. Dezember 2020)
Sie wurde für die WM-Endrunde 2023 in Australien und Neuseeland nominiert, in drei der fünf Spiele ihres Teams eingesetzt und schied mit der Mannschaft im Viertelfinale nach Elfmeterschießen gegen die Australierinnen aus.

## Palmarès
- U-19-Europameisterin 2016
- U-20-Vizeweltmeisterin 2016
- Französische Meisterin 2014/15, 2015/16
- Französische Pokalsiegerin 2014/15, 2015/16 (jeweils ohne Einsatz im Endspiel), 2022
- Italienische Meisterin 2024/25
- Italienische Pokalsiegerin 2024/25